# 孔拉多·佩雷斯
孔拉多·佩雷斯（西班牙語：Conrado Pérez，1950年12月21日—），古巴男子篮球运动员。他曾代表古巴国家队参加1968年和1972年夏季奥林匹克运动会篮球比赛，其中1972年奥运会获得一枚铜牌。